# Jean-Michel Basquiat
Jean-Michel Basquiat (født 22. december 1960 i Brooklyn, New York City, død 12. august 1988 på SoHo, New York City) var en amerikansk kunstner hvis forældre stammede fra Puerto Rico og Haiti, der blev kendt for sine graffitiværker. Senere kom han til at tilhøre 1980'ernes neoekspressionisme.
På et tidspunkt i sin karriere var han kæreste med Madonna. Hans værker er bl.a. inspireret af Andy Warhol, som han indledte et samarbejde med i 1983.
Et maleri af Jean-Michel Basquiat uden titel, der forestiller et kranium, blev den 18. maj 2017 solgt på auktion for 110,5 millioner dollars (ca. 738 millioner danske kroner, hvilket er den højeste pris opnået for en amerikansk kunstner på en auktion.
Basquiat døde i 1988 af en overdosis heroin, 27 år gammel.

## Galleri
- Jean-Michel Basquiats sidste hjem 1983-1988 på 57 Great Jones Street i NoHo, Manhattan.
- Åbningsplakat fra 1979.
- Place Jean-Michel Basquiat i Paris.
- Jean-Michel Basquiats grav på Green-Wood Cemetery i New York.
- Dripping af Jean-Michel Basquiat.